# Wrzesiński Ośrodek Kultury
Wrzesiński Ośrodek Kultury – budynek użyteczności publicznej położony przy ul. Kościuszki 21 we Wrześni, znajdujący się w pobliżu historycznego zespołu koszar; jednocześnie samorządowa jednostka kultury prowadzona przez miasto i gminę Września. 

## Opis budynku
Budynek powstał w czasach zaborów, w pobliżu pruskiego zespołu koszar i architektonicznie komponował się z sąsiednimi willami oficerskimi. Położony jest na osi wschód-zachód, wzdłuż ul. Kościuszki. Znajduje się na obszarze historycznego układu urbanistycznego z XIV-XIX wieku, wpisanego do rejestru zabytków (nr rej. 295/Wlkp/A z 19.04.2006).
W 1922 został dostosowany na potrzeby „Domu Żołnierza”, natomiast w 1962 jego wnętrza zaaranżowano na potrzeby nowo powołanego Powiatowego Domu Kultury. Kapitalny remont budynku przeprowadzano etapami w latach 1968-1970. W wyniku kolejnego remontu, przeprowadzonego na początku lat 80. XX wieku, budynek zyskał obecny modernistyczny wygląd, zatracając pierwotny charakter. W kubaturze budynku wyróżnia się sala widowiskowa od strony ulicy, wysokości dwóch kondygnacji, z sześcioma dużymi oknami na fasadzie. Od strony parku znajduje się zabudowa parterowa zaplecza.
Współcześnie (2018) w budynku znajduje się sala widowiskowa na 400 miejsc, sala taneczna z lustrami, pokój muzycznym, modelarnia, pracownia plastyczna, pomieszczenia przeznaczone na próby, zebrania, wystawy oraz zaplecze gastronomiczne.

## Historia
W okresie II Rzeczypospolitej na terenie Wrześni nie istniała miejska jednostka kultury. Działalność kulturalną prowadziły dwa prywatne kina, nazywane również kino-teatrami, których sale widowiskowe służyły różnym celom. Pierwsze z nich znajdowało się przy ul. Zamkowej (obecnie ul. Harcerska) i nosiło nazwę „Zamkowe”, w latach 1923-1932 pod nazwą „Apollo”, a następnie jako „Stylowe”. Drugie początkowo miało nazwę „Ogród Różany”, tak jak cały obiekt przy ul. Kościuszki, w którym obecnie swoją siedzibę ma Wrzesiński Ośrodek Kultury. W 1922 budynek został podarowany przez hrabinę Marię Ponińską 68 Pułkowi Piechoty na potrzeby „Domu Żołnierza”, w tym cele kultury. 5 czerwca 1932 odbył się tutaj pierwszy we Wrześni seans filmu dźwiękowego, którego obsługę zapewniła firma radiotechniczna Karola Stiera „Telefal”. W 1934 kino w „Domu Żołnierza” zmieniło nazwę na „Bajka”. 
Dużą rolę w życiu kulturalnym miasta odgrywało stacjonujące we Wrześni Wojsko Polskie. Istniejąca od 1918 orkiestra pułkowa uczestniczyła w uroczystościach na terenie miasta, organizowanych przez władze oraz organizacje lokalne. Z muzyków orkiestry tworzono również zespoły smyczkowe oraz zespoły uczestniczące w przedstawieniach, organizowanych przez szkoły i stowarzyszenia.
Po II wojnie światowej działalność kulturalna na terenie miasta prowadzona była w różnych miejscach. 2 września 1962 w dawnym „Domu Żołnierza” otwarto Powiatowy Dom Kultury, który początkowo miał mieścić się w tzw. proboszczówce ewangelickiej przy ul. 3 Maja. W budynku urządzono salę widowiskową na 400 miejsc oraz kluby i pracowanie. Pierwszym kierownikiem obiektu był Dionizy Zdziabek (1962-1973), następnie pełniącą obowiązki kierownika była Wanda Karpińska (1973-1974) i Stanisław Zdunowski (1974-1991). W wyniki reformy administracyjnej w 1975 obiekt zmienił nazwę na obecnie obowiązującą. Przez pewien czas w ośrodku znajdowała się również siedziba Hufca ZHP Września.
22 lipca 1974 infrastruktura ośrodka wzbogaciła się o amfiteatr XXX-lecia PRL – obecny amfiteatr im. Anny Jantar na 2100 miejsc, wybudowany w zabytkowym Parku Miejskim im. Dzieci Wrzesińskich. 
W latach 60. i 70. XX wieku na scenie ośrodka występowały wielokrotnie zespoły Teatru im. Aleksandra Fredry w Gnieźnie, Teatru im. Wojciecha Bogusławskiego w Kaliszu, Teatru Muzycznego w Poznaniu, Teatru Muzycznego w Bydgoszczy oraz Teatru Lalki i Aktora „Marcinek” w Poznaniu. W programach artystycznych występowali m.in. Irena Santor, Jerzy Połomski, Urszula Sipińska, Karel Gott i Mieczysław Fogg. Swoje koncerty w ośrodku miały m.in. takie zespoły jak Czerwone Gitary, Czerwono-Czarni, Niebiesko-Czarni, Anawa, Breakout i Waganci.
Pod koniec lat 70. XX wieku w ośrodku działał m.in. Zespół Pieśni i Tańca Ziemi Wrzesińskiej oraz Teatr Poezji „Fakt”.
Dyrektorami ośrodka po 1990 był Piotr Starzyński, Michał Kosiński, Sebastian Mazurkiewicz i obecnie (2018) Marzena Tabaczyńska.
W latach 2004–2008 ośrodek organizował Festiwal Piosenki im. Anny Jantar.

## Współczesna działalność kulturalna
Celem Ośrodka jest prowadzenie wielokierunkowej działalności rozwijającej i zaspokajającej potrzeby kulturalne mieszkańców oraz upowszechnianie i promocja kultury lokalnej w kraju i za granicą.
Do szczegółowego zakresu działania ośrodka należy:
- organizowanie różnorodnych form edukacji kulturalnej i wychowanie przez sztukę,
- stwarzanie warunków dla amatorskiego ruchu artystycznego, kół i klubów zainteresowań, sekcji, zespołów i innych,
- organizacja spektakli, koncertów, festiwali, wystaw, odczytów, imprez artystycznych, rozrywkowych i turystycznych,
- działalność instruktażowo-metodyczna,
- prowadzenie działalności wydawniczej i promocyjnej,
- koordynacja działalności na terenie gminy w zakresie organizacji imprez kulturalnych,
- współdziałanie z instytucjami i organizacjami społecznymi w zakresie zaspokojenia potrzeb kulturalnych mieszkańców,
- nadzorowanie i organizacja działalności rozrywkowo-rekreacyjnej,
- prowadzenie współpracy kulturalnej z zagranicą, zwłaszcza z miastami partnerskimi[9].

Od 1996 istnieje Wrzesińska Orkiestra Dęta, pierwotnie jako Młodzieżowa Orkiestra Dęta Wrzesińskiego Ośrodka Kultury, składająca się z około 60 muzyków. Kapelmistrzem orkiestry jest Jacek Rybczyński. W ramach ośrodka działa powstały w 1887 chór „Lutnia”, którego dyrygentem jest Przemysław Piechocki oraz dwa zespoły taneczne „Takt” i „Puls”. Ponadto istnieje Wrzesińskie Studio Piosenki oraz założony w 2010 „Teatr Otczapy”, prowadzony przez Elżbietę Górczyńską. W 2004 powstał Zespół Folklorystyczny „Ziemia Wrzesińska”, którego kierownikiem artystycznym i choreografem jest Ryszard Zjeżdżałka. Ponadto w ramach ośrodka funkcjonuje Klub Fotograficzny „Moment”, Grupa Rekonstrukcji Historycznej 68 Pułku Piechoty (sekcja historyczna), sekcja modelarska i plastyczna.
Wrzesiński Ośrodek Kultury jest współorganizatorem Ogólnopolskiego Festiwalu Sztuki Filmowej „Prowincjonalia”, którego 28. edycja odbędzie się w dniach 20-23 lutego 2022 w budynku ośrodka.